# Fehu
Cette page contient des caractères spéciaux ou non latins. S’ils s’affichent mal (▯, ?, etc.), consultez la page d’aide Unicode.
Fehu (ᚠ) est la première rune du Futhark et aussi le nom de la première famille de huit runes également appelée Fraujaz ou Freyr. Le nom de cette rune est fé en vieux norrois, feoh en anglo-saxon, signifiant dans les deux cas « bétail, richesse » (cf. anglais moderne fee).
Selon le Codex Vindobonensis 795, la lettre correspondant dans l'alphabet gotique est 𐍆, faihu. *Fehu est la forme reconstruite pour le proto-germanique à partir de cette correspondance et du vieux saxon fehu.
La forme de la rune provient probablement de la lettre étrusque 𐌅 (v), elle-même issue de la lettre grecque Ϝ (qui a également donné le F latin), à son tour issue de la lettre phénicienne wāw ().
Cette rune notait à l'origine le son [f] lorsqu'elle était utilisée en début de mot. Sinon, et pour tous les autres cas, cette dernière se prononce [v].

## Poèmes runiques
Les trois poèmes runiques décrivent cette rune :
|                 | Poème runique | Traduction en français |
| --------------- | --- | --- |
| Vieux norvégien | ᚠ Fé vældr frænda róge; føðesk ulfr í skóge.                                                                       | La richesse est source de discorde parmi les parents ; le loup vit dans la forêt.                                                   |
| Vieux norrois   | ᚠ Fé er frænda róg ok flæðar viti ok grafseiðs gata aurum fylkir.                                                  | La richesse est source de discorde parmi les parents et feu de la mer et voie du serpent.                                           |
| Vieil anglais   | ᚠ Feoh byþ frofur fira gehwylcum; sceal ðeah manna gehwylc miclun hyt dælan gif he wile for drihtne domes hleotan. | La richesse est pour tous un réconfort cependant chaque homme doit la dispenser grandement s’il veut obtenir la gloire du Seigneur. |